# 水磨礫

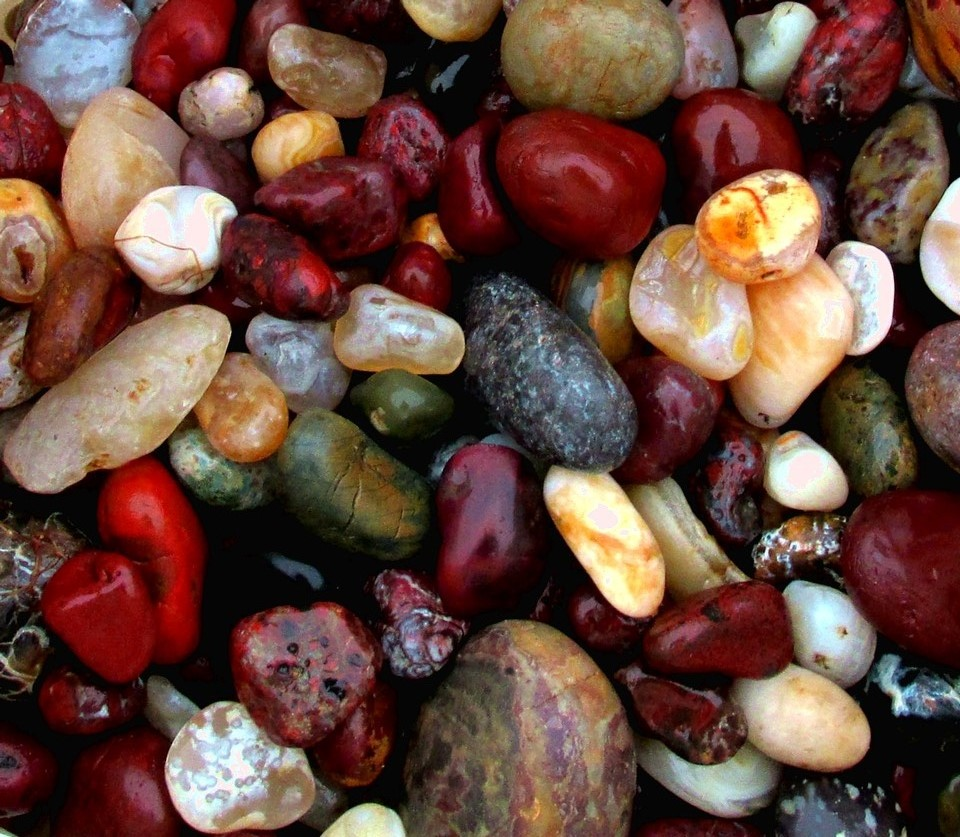
輝石の水摩礫（原石）

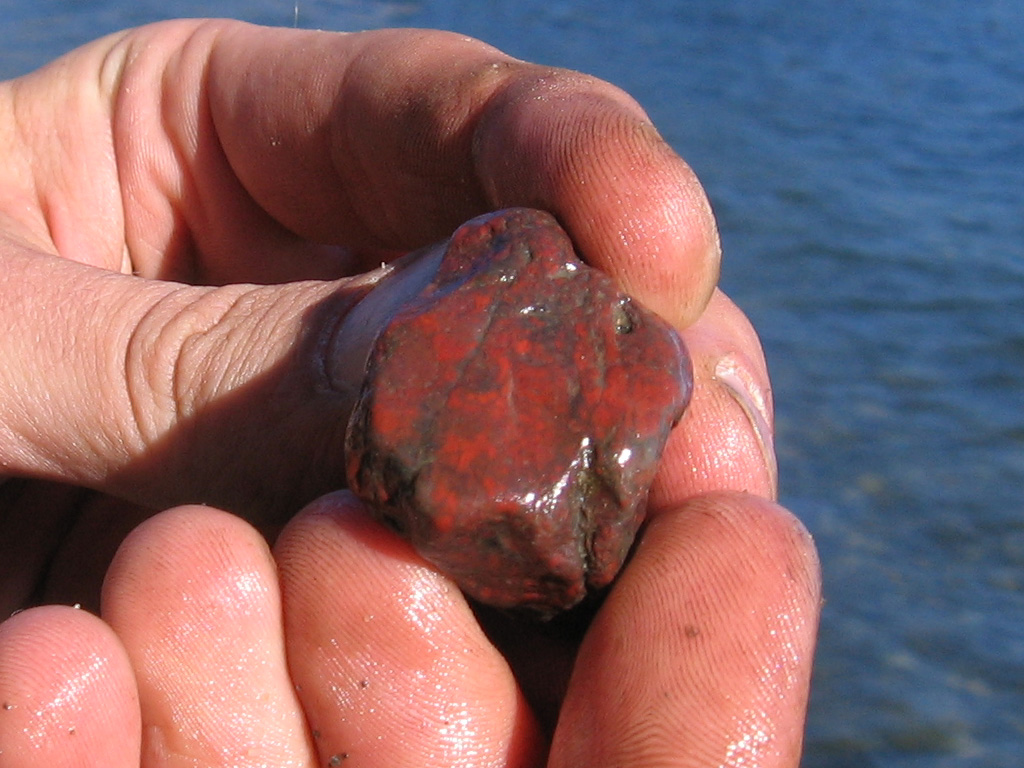
碧玉の水磨礫

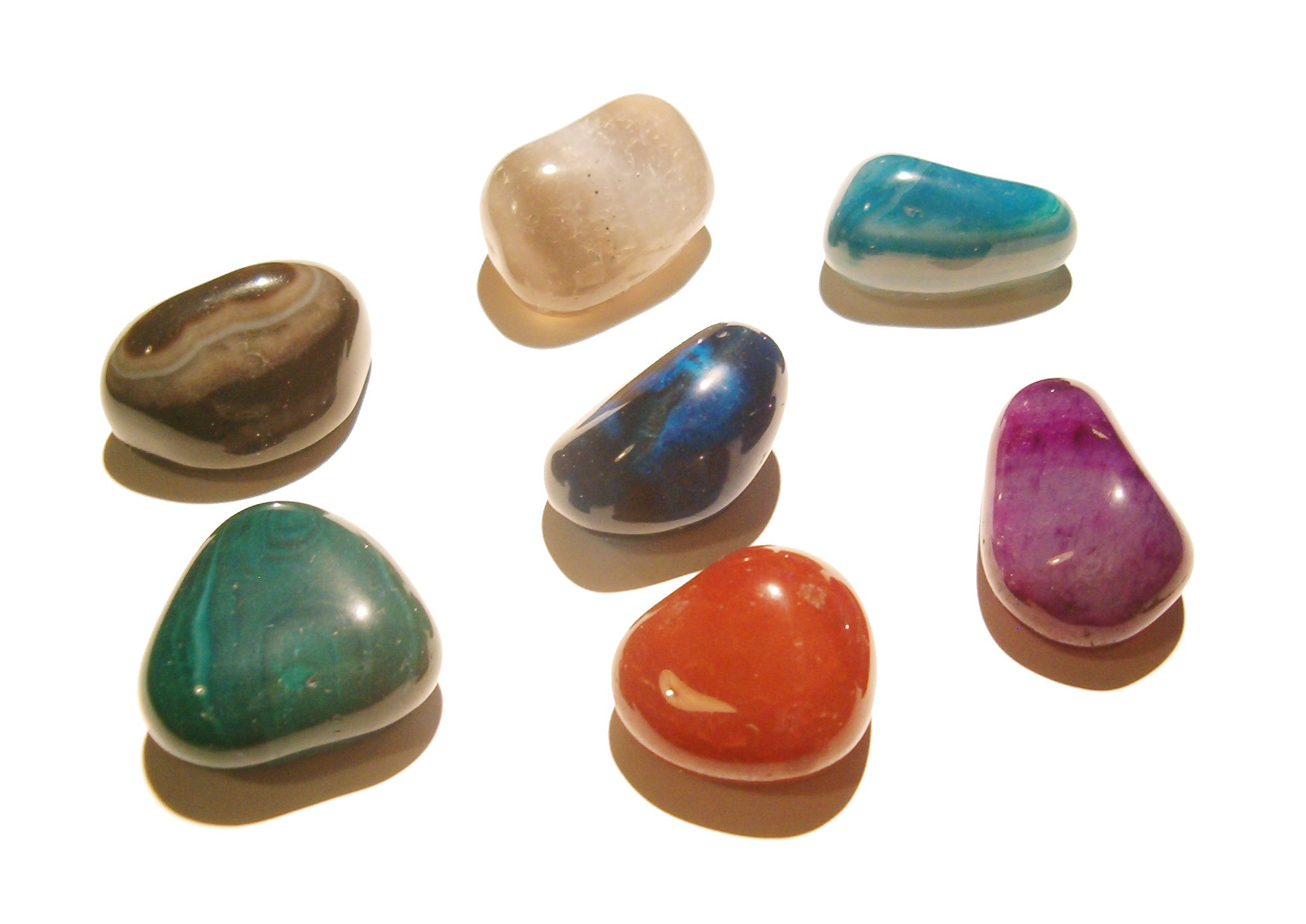
人工研磨されたメノウの円礫

水磨礫（水磨䃯、すいまれき）とは、海岸など水の流れによる撹乱の大きい場所で岩石が磨耗し、研磨されてできた礫のこと。磨耗の過程で母岩が失われ、特定の鉱物が露見したものをこう呼ぶ場合が多い。
硬度が小さい鉱物ほど短時間に研磨され、容易に水磨礫となる。また、へき開が完全な鉱物は他の鉱物との衝突によって割れてしまうため、礫と呼ばれる大きさを維持することは稀である。逆にへき開が不明瞭、もしくは無い鉱物は水磨礫として産出しやすい。具体的にはメノウ、碧玉（ジャスパー）、月長石（ムーンストーン）、ひすい輝石（翡翠の硬玉）などである。鉱物以外ではコハクや貝殻なども水磨礫となる。
人工的に磨礫を得る方法として、硬度の近い礫を研磨材と共にドラムなどの容器に封入し、攪拌し続ける手法がある。この方法では一度に多数の礫を短時間で研磨し、水磨礫に似た円礫を作ることができる。